# حبیبه دانش مفردزاده
حبیبه دانش مفرد زاده Habiba Danish Mufradzada (زاده ۱۳۵۸ ولسوالی/شهرستان اِشکَمِش ولایت/اُستان تخار) سیاستمدار افغانستان و نماینده مردم ولایت تخار در دوره‌های پانزدهم ، شانزدهم و هفدهم مجلس نمایندگان است. او در مجلس شانزدهم نمایندگان افغانستان عضو کمیسیون اقتصاد ملی و در هفدهم عضو کمیسیون بودجه  بود.

## زندگی‌نامه
حبیبه دانش مفرد زاده؛ زاده ۱۳۵۸ در ولسوالی اِشکَمِش ولایت تَخار است. ایشان تحصیلات ابتدایی خود را در لیسه المومنات پیشاور پاکستان در سال ۱۳۸۱ به پایان رسانید و پس از آن توانست مدرک کارشناسی خود را در رشته شیمی (کیمیا) و بیولوژی (زیست‌شناسی) دانشگاه تخار و همچنان ماستری در بخش علومی سیاسی از دانشگاه دعوت  کابل و ماستری اداره عامه از دانشگاه دنیا ولایت کابل بدست آورده . او سابقه فعالیت در امور معارف را نیز در کارنامه خود دارد.

## دیگر فعالیت‌ها
دیگر فعالیت‌های ایشان:
- آموزگار لیسه/دبیرستان نسوان بی‌بی مریم در تخار.
- استاد در دانشگاه تخار.
- رئیس انجمن روانشناسان در ولایت تخار.
- رئیس روابط کمیته جوانان در شورای درکاکس جوانان.
- مسئول مؤسسه کاریابی زنان در تخار.
- عضو دورهٔ پانزدهم مجلس نمایندگان.
- منشی کمیسیون ششم در جلسه بزرگ (لویه جرگه) تصویب قانون اساسی.